# Доньо Донев
Доньо Петров Донев е български художник-карикатурист, сценарист и режисьор, известен най-вече с анимационния си филм „Тримата глупаци“.

## Биография
Роден е в Берковица на 27 юни 1929 г. Завършва графика в Националната художествена академия през 1954 г.
Първият му анимационен филм като художник е „Грух и Грушка“ (1957), а с „Дует“ (1961) дебютира като сценарист и режисьор. Работил е като художник във в. „Вечерни новини“ (1954 – 1956), художник и режисьор в отдела за анимационни филми в СИФ (1956 – 1970) и в САФ „София“ (1970 – 1993), където е и ръководител на творчески колектив.
Работи върху анимационната поредица „Тримата глупаци“ от 1970 г. до 1990 г. Донев е главен редактор на вестника „Тримата глупаци“ (1989 – 1997), а също и на „Четиримата глупаци“ (1997) и списание „Фрас“.
През 1998 г. дебютира като актьор във филма „Вагнер“.
Като карикатурист се представя в много изложби в България и в чужбина.
Доньо Донев е професор в НАТФИЗ и преподава анимационна режисура.
През 2001 г. Комисията по досиетата разкрива Доньо Донев като агент на Държавна сигурност и разсекретява написани от него доноси. Дъщеря му Живка Донева отрича тези твърдения.
Умира на 28 ноември 2007 г. в София от инсулт. Погребан е в Централните софийски гробища.

## Отличия и награди
- Орден „Кирил и Методий“ – ІІ ст.[1]
- „Златен пеликан“ от фестивала в Мамая и „Златна роза“ за филма „Стрелци“ (1967)[7]
- „Златна мелничка“ – Международен фестивал на анимационния филм, Барселона, Испания[1]
- Награда на СБХ за сценография за „Тримата глупаци“, „Умно село“ и „Де факто“[1]
- Специална награда за Кауза пердута“ – Международен фестивал на анимационното кино, Бостън[1]
- Награда на СБФД за цялостно творчество[1]
- „Златен Микелди“ – Международен кино фестивал в Билбао, Испания[1]
- „Сребърен дракон“ – Международен фестивал на късометражното кино, Краков, Полша[1]
- През 2000 г. е удостоен с орден „Стара планина“ първа степен.[8]

## Филмография
Доньо Донев е художник, сценарист и режисьор на над 100 анимационни филма. Сред по-известните са:
- „Върни се пак в Соренто“;
- „Екограма“;
- „Кауза пердута“;
- „Мишената“;
- „Нарекохме ги Монтеки и Капулети“;
- „Серенада“;
- „Стрелци“ (1967) – сц. Христо Илиев – Чарли;
- „Тримата глупаци“:
  - „Тримата глупаци – ловци“ (1972);
  - „Тримата глупаци и автомобилът“ (1973);
  - „Тримата глупаци и кравата“ (1974);
  - „Тримата глупаци и дървото“ (1977);
  - „Тримата глупаци и глупачката“ (1978);
  - „Тримата глупаци – атлети“ (1979);
  - „Тримата глупаци – педагози“ (1980);
  - „Тримата глупаци – рибари“ (1982);
  - „Тримата глупаци в ресторанта“ (1988);
  - „Тримата глупаци нон стоп“ (1990);
  - „Тримата глупаци в бита и спорта“ (1993);
- „Умно село“ (1972);
- „Хамлет“;
- „Хепи енд“;
- „Шега“;
- „Диагноза“ (2000).

## Филмография (актьор)
- „Вагнер“ (1998)